# Férfi 4 × 200 méteres gyorsváltó az 1958-as úszó-Európa-bajnokságon
Az 1958-as úszó-Európa-bajnokságon a férfi 4 × 200 méteres gyorsváltó selejtezőit szeptember 2-án, a döntőt szeptember 5-én rendezték. A versenyszámban 11 csapat indult el.
A győztes a Szovjetunió lett. A magyar váltó a harmadik helyen végzett.

## Rekordok
|              | Név                                                                          | Nemzet      | Idő    | Helyszín  | Dátum                |
| ------------ | ---------------------------------------------------------------------------- | ----------- | ------ | --------- | -------------------- |
| Világcsúcs   | Kevin O’Halloran John Devitt Murray Rose Jon Henricks                        | Ausztrália  | 8:23,6 | Melbourne | 1956. december 3.    |
| Európa-csúcs | Gennagyij Nyikolajev Vlagyimir Sztruzsanov Borisz Nyikityin Vitalij Szorokin | Szovjetunió | 8:27,1 | Lipcse    | 1957. szeptember 14. |

A versenyen új rekord született:
| Európa-bajnoki csúcs | selejtező | NDK · Kurt Abmann · Hans Dressler · Karl Engelhardt · Horst-Günter Gregor                         | 8:47,4 | Budapest, Magyarország | szeptember 2. |
| Európa-bajnoki csúcs | selejtező | Szovjetunió · Vitalij Szorokin · Gennagyij Nyikolajev · Viktor Polevoj · Igor Luzskovszkij        | 8:37,3 | Budapest, Magyarország | szeptember 2. |
| Európa-bajnoki csúcs | döntő     | Szovjetunió · Gennagyij Nyikolajev · Vlagyimir Sztruzsanov · Igor Luzskovszkij · Borisz Nyikityin | 8:33,7 | Budapest, Magyarország | szeptember 5. |

## Eredmények
A rövidítések jelentése a következő:
| - Q: továbbjutás időeredmény alapján - ECR: Európa-bajnoki rekord | - WR: világ rekord - ER: Európa-rekord |

### Selejtezők
| Helyezés | Futam | Név | Nemzet             | Idő    | Megj.  |
| -------- | ----- | --- | ------------------ | ------ | ------ |
| 1.       | 2     | Vitalij Szorokin (2:08,8) Gennagyij Nyikolajev (2:07,8) Viktor Polevoj (2:11,5) Igor Luzskovszkij (2:09,2) | Szovjetunió        | 8:37,3 | Q, ECR |
| 2.       | 2     | Angelo Romani (2:13,8) Paolo Galletti (2:10,8) Federico Dennerlein (2:11,3) Paolo Pucci (2:10,0)           | Olaszország        | 8:45,9 | Q      |
| 3.       | 1     | Kurt Assmann (2:14,4) Hans Dressler (2:10,4) Karl Engelhardt (2:13,0) Horst-Günter Gregor (2:09,6)         | NDK                | 8:47,4 | Q, ECR |
| 4.       | 2     | Kárpáti György (2:12,6) Kanizsa Tivadar (2:12,9) Müller György (2:11,5) Nyéki Imre (2:12,4)                | Magyarország       | 8:49,4 | Q      |
| 5.       | 2     | Wolfgang Baumann (2:13,5) Manfred Fugger (2:12,8) H Link (2:14,2) Horst Bleeker (2:10,8)                   | NSZK               | 8:51,3 | Q      |
| 6.       | 1     | Robert Sreenan (2:16,5) Haydn Rigby (2:15,5) Neil McKechnie (2:18,8) Ian Black (2:11,7)                    | Egyesült Királyság | 8:52,5 | Q      |
| 7.       | 1     | Per-Olof Ericsson (2:13,7) Bengt Nordwall (2:15,3) L. Eriksson (2:15,4) Willy Hemlin (2:15,5)              | Svédország         | 8:59,9 | Q      |
| 8.       | 2     | Hermann Willemse (2:14,2) Jaap de Jong (2:14,3) Theo Hoogveld (2:17,0) L. Verburgt (2:14,7)                | Hollandia          | 9:00,2 | Q      |
| 9.       | 1     | Andrzej Salamon (2:16,4) Ludwik Balczyk (2:21,0) Edward Bastek (2:10,5) Jan Lutomski (2:12,8)              | Lengyelország      | 9:00,7 |        |
| 10.      | 1     | Vlado Brinovec (2:16,4) A Kosnik (2:17,5) Ivica Musnjak (2:13,4) Milan Jeger (2:19,3)                      | Jugoszlávia        | 9:06,6 |        |
| 11.      | 1     | Günther Schmid (2:15,3) W. Navratil (2:13,9) Helmut Ilk (2:22,1) Gert Kölli (2:21,2)                       | Ausztria           | 9:22,5 |        |

### Döntő
| Helyezés | Pálya | Név | Nemzet             | Idő    | Megj. |
| -------- | ----- | --- | ------------------ | ------ | ----- |
|          | 4     | Gennagyij Nyikolajev (2:07,4) Vlagyimir Sztruzsanov (2:08,9) Igor Luzskovszkij (2:07,6) Borisz Nyikityin (2:09,8) | Szovjetunió        | 4:16,5 | ECR   |
|          | 5     | Federico Dennerlein (2:10,2) Paolo Galletti (2:12,2) Angelo Romani (2:11,9) Paolo Pucci (2:06,9)                  | Olaszország        | 8:41,2 |       |
|          | 6     | Katona József (2:12,6) Nyéki Imre (2:12,7) Müller György (2:10,5) Dobai Gyula (2:09,5)                            | Magyarország       | 8:45,3 |       |
| 4.       | 3     | Kurt Assmann (2:13,0) Hans Dressler (2:13,4) Karl Engelhardt (2:10,5) Horst-Günter Gregor (2:11,2)                | NDK                | 8:48,1 |       |
| 5.       | 2     | Wolfgang Baumann (2:13,2) Manfred Fugger (2:12,6) H. Link (2:12,7) Horst Bleeker (2:12,1)                         | NSZK               | 8:50,6 |       |
| 6.       | 7     | Graham Symonds (2:15,2) Haydn Rigby (2:16,6) Neil McKechnie (2:16,7) Ian Black (2:06,4)                           | Egyesült Királyság | 8:54,9 |       |
| 7.       | 1     | A. Ericsson (2:14,3) Bengt Nordwall (2:12,9) L. Eriksson (2:15,4) Per-Ola Lindberg (2:12,8)                       | Svédország         | 8:55,4 |       |
| 8.       | 8     | Hermann Willemse (2:15,3) Jaap de Jong (2:15,7) Theo Hoogveld (2:15,5) L. Verburgt (2:15,4)                       | Hollandia          | 9:01,9 |       |